# W imię Boże (periodyk)
W imię Boże – czasopismo katolickie wydawane dla żołnierzy Armii Polskiej w ZSRR w latach 1941–1942.
Czasopismo „W imię Boże”, mające charakter periodyku religijnego, ukazywało się w formie ulotek w Związku Socjalistycznych Republik Radzieckich w latach 1941–1942. Następnie w formie mutacji dla 2 Korpusu we Włoszech, Wielkiej Brytanii oraz w Niemczech. Redaktorami byli Marcin Chrostowski oraz Józef Maria Bocheński.